# The Waves
The Waves è una canzone di Elisa del 2004 pubblicata come singolo promozionale dall'album Pearl Days.

## Il singolo
Non è stato messo in vendita, ma è stato pubblicato solo un promo per la programmazione radiofonica, iniziata il 26 novembre 2004.

## Accoglienza
Recensendo l'album, Giulio Nannini di Rockol scrive che il brano «vola su toni sopranili, confermando come la voce della cantante di Monfalcone possa coprire una vasta gamma di colori e timbriche».

## Il video
Per la canzone è stato girato un video musicale da Andrew Bennet ed Aaron Haye negli studi di Cinecittà a Roma, e prodotto dalla Aerowave di Glen Ballard. Il video esiste in due versioni che differiscono per alcune inquadrature. Si alternano scene che proiettano Elisa che vaga al buio in un bosco.

## Tracce
Testi e musiche di Elisa.
1. The Waves - 4:09